# Silvia de Sanjosé
Silvia de Sanjosé Llongueras (Barcelona, 1956) es una médica e investigadora española, especializada en epidemiología del cáncer, con una trayectoria reconocida en el estudio del virus del papiloma humano (VPH) y su relación con el cáncer de cuello uterino. En 2025, fue galardonada con el Premio Rey Jaime I de Investigación Clínica y Salud Pública por su contribución al conocimiento sobre el VPH y su implicación en la prevención de este tipo de cáncer.

## Trayectoria
Se doctoró en medicina en la Universidad de Barcelona (UB) en 1980, y se especializó en Medicina familiar y comunitaria en 1983. Fue entonces cuando inició su carrera investigadora como fellow en el Instituto Municipal de Salud Pública de Barcelona ente 1984 y 1985. Posteriormente, se trasladó al Reino Unido para realizar un máster en epidemiología en la Escuela de Higiene y Medicina Tropical de Londres en 1986, donde siguió investigando dentro del Departamento de Epidemiología. Se doctoró en filosofía en la Universidad de Londres en 1989.
De 1989 a 1993, trabajó en la Agencia Internacional para la Investigación sobre el Cáncer (IARC) en Lyon, Francia, en la unidad de Estudios de Campo e Intervención. Desde 1993, está vinculada al Programa de Epidemiología del Cáncer (PREC) del Instituto Catalán de Oncología (ICO), donde ha sido epidemióloga senior y jefa del programa. Allí ha liderado estudios internacionales sobre la tipificación del virus del papiloma humano (VPH), en colaboración con más de 50 países. Durante su trayectoria en investigación y salud pública ha trabajado en la promoción del uso de la vacuna contra el VPH en jóvenes.
Lidera el grupo de investigación Infecciones y Cáncer en el Instituto de Investigación Biomédica de Bellvitge (IDIBELL) y el Instituto Catalán de Oncología (ICO). Además, trabaja como consultora para el Instituto Nacional del Cáncer de Estados Unidos (NCI/NIH), donde colidera el proyecto multinacional PAVE, centrado en validar estrategias innovadoras y de bajo coste para la detección del cáncer cervical en países de ingresos bajos y medios. Es investigadora asociada en el Instituto de Salud Global de Barcelona (ISGlobal) y profesora asociada en el Departamento de Epidemiología de la Universidad de Washington.

## Reconocimientos
En 2019, Silvia de Sanjosé Llongueras fue incluida en la lista Highly Cited Researchers del Web of Science Group, que reconoce a los científicos cuyos artículos están entre el 1 % más citado en su campo a nivel mundial durante la década 2008-2018. Este reconocimiento destaca su influencia en el ámbito de la investigación global en salud pública y epidemiología.
En 2025, recibió el Premio Rey Jaime I de Investigación Clínica y Salud Pública. El jurado valoró su trabajo pionero en el estudio de la relación entre el virus del papiloma humano (VPH) y ciertos carcinomas en mucosas genitales, así como su papel en la promoción de la vacunación frente al VPH en jóvenes, especialmente en niñas y adolescentes. Sus contribuciones han sido clave para avanzar en la erradicación del cáncer de cuello de útero, una enfermedad que sigue teniendo un gran impacto en la salud de las mujeres a nivel mundial.

## Obra
- 2006 – Virus del papiloma humano y cáncer: epidemiología y prevención. EMISA, Editorial Médica Internacional ISBN 84-690-0811-0.[10]